# Moss Rose
Moss Rose – stadion piłkarski w Macclesfield w Anglii, na którym swoje mecze rozgrywa zespół Macclesfield Town. 